# Cognet
Cognet – miejscowość i gmina we Francji, w regionie Owernia-Rodan-Alpy, w departamencie Isère.
Według danych na rok 1990 gminę zamieszkiwało 40 osób, a gęstość zaludnienia wynosiła 22 osób/km² (wśród 2880 gmin regionu Rodan-Alpy Cognet plasuje się na 1577. miejscu pod względem liczby ludności, natomiast pod względem powierzchni na miejscu 1697.).